# Nicola Galliner

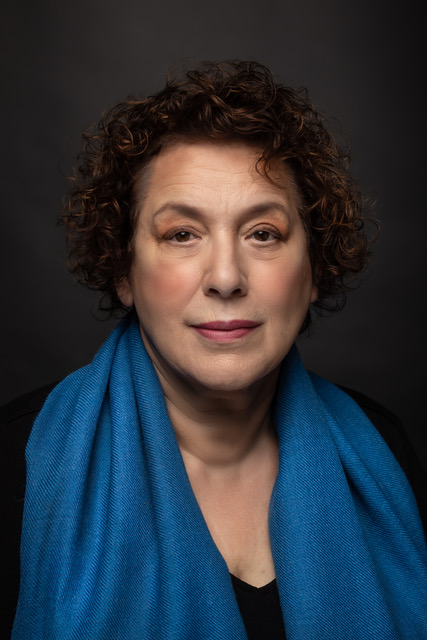
Nicola Galliner

Nicola Galliner (* 1950 in London) ist eine deutsch-britische Kulturwissenschaftlerin und Kulturmanagerin. Sie leitete von 1988 bis 2008 die Jüdische Volkshochschule Berlin sowie von 1995 bis 2021 das Jüdische Filmfestival Berlin Brandenburg. 2018 erhielt sie den Verdienstorden des Landes Brandenburg.

## Leben
Galliner ist die Tochter des Journalisten und Publizisten Peter Galliner (1920–2006) und der Künstlerin Edith Galliner (1914–2000, geb. Goldschmidt). Sie wurde in London geboren, nachdem ihre aus Deutschland kommenden Eltern aufgrund der Judenverfolgung während des NS-Regimes nach Großbritannien emigriert waren und dadurch den Holocaust überlebt hatten.
Seit 1969 lebt Galliner in Berlin und hat einen Sohn namens Aaron, der mit seiner Familie in Berlin lebt.

## Wirken
Nachdem Galliner nach Berlin gezogen war, engagierte sie sich dafür, das kulturelle und soziale Leben von Juden in Berlin wieder aufzubauen. Von 1988 bis 2008 war sie als Leiterin der Jüdischen Volkshochschule der Jüdischen Gemeinde zu Berlin tätig. Die Volkshochschule soll über jüdisches Leben in Vergangenheit und Gegenwart aufklären, daneben dient sie zur Fortbildung der Gemeindemitglieder. Dabei wurden zum Teil auch international bekannte Referenten und Gäste empfangen, z. B. Amos Oz und Simon Wiesenthal.
Im Jahr 1995 initiierte und gründete Galliner das Jüdische Filmfestival Berlin Brandenburg, anschließend leitete sie dieses insgesamt 26 Jahre. In dieser Zeit entwickelte sich das Festival laut Berliner Zeitung zu einer „Berliner Institution“. Das Festival gehört zu den ältesten seine Art in Europa und war das erste in diesem Kontext in Deutschland. Anlässlich Galliners Abgabe der Leitung im Jahr 2021 schrieb Knut Elstermann in der Jüdischen Allgemeinen, nur selten sei ein Filmfestival „so sehr mit einer Person verbunden wie das Jüdische Filmfestival Berlin & Brandenburg (JFBB) mit Nicola Galliner“. Das auch international ausgerichtete Festival widmet sich Filmen, die jüdisches Leben thematisieren, und ist das größte jüdische Filmfestival in Deutschland.  Zu den Gästen unter Galliners Leitung zählten Filmschaffende wie Susanne Bier, John Turturro, Derek Jacobi, Carol Kane, Kevin und Andrew Macdonald, Michael Ballhaus und Volker Schlöndorff sowie weitere Persönlichkeiten wie Alfred Biolek, Günther Jauch und Max Raabe. Dabei musste Galliner mehrfach die längere Zeit schwierige Finanzierung des Festivals sichern.
Darüber hinaus ist Galliner als Herausgeberin und Autorin mehrerer Schriften zu jüdischer Geschichte und dem Jüdischen Filmfestival hervorgetreten. Beispielsweise war sie Ideengeberin und Mitautorin des 1987 veröffentlichten Wegweiser durch das jüdische Berlin. Galliner arbeitete ebenfalls an mehreren Ausstellungen mit, zum Beispiel 1993 über die Israelitische Taubstummenanstalt im Berlin Museum, und war auch Mitherausgeberin des zugehörigen Ausstellungsbandes „Öffne deine Hand für die Stummen“ – Die Geschichte der Israelitischen Taubstummen-Anstalt Berlin-Weißensee.
Galliner war im Laufe der Jahre zudem Jurymitglied bei Filmfestivals wie dem Jerusalem Film Festival, dem Haifa International Film Festival, dem Jerusalem Jewish Film Festival und dem Berliner Britspotting Film Festival.

## Bibliografie
- Vera Bendt, Nicola Galliner, Stefi Jersch-Wenzel, Thomas Jersch: Wegweiser durch das jüdische Berlin. Nicolai, Berlin 1987, ISBN 978-3875841657.
- Nicola Galliner (Hrsg.): Als wäre es nie gewesen. Menschen, die nicht mehr entkamen. Fotografien aus den letzten Jahren des jüdischen Gemeindelebens in Berlin bis 1942. Ausstellungskatalog. Berlin: Samson 1988. ISBN 978-3927434004.
- Vera Bendt, Nicola Galliner (Hrsg.): „Öffne deine Hand für die Stummen“ – Die Geschichte der Israelitischen Taubstummen-Anstalt Berlin-Weißensee. Berlin: Transit, 1993. ISBN 978-3887470906.
- Malwin Warschauer, Nicola Galliner (Einführungstext): Im jüdischen Leben – Erinnerungen des Berliner Rabbiners Malwin Warschauer. Berlin: Transit 1995. ISBN 978-3887471019.
- Nicola Galliner (Hrsg.): Jewish Film Festival Berlin – Die ersten zehn Jahre. Berlin: be.bra 2004. ISBN 978-3898090520.
- Jüdisches Kulturinstitut in Deutschland e.V., Nicola Galliner (Hrsg.): Celebration! 25 Jahre Jüdisches Filmfestival Berlin & Brandenburg / 25 Years Jewish Film Festival Berlin & Brandenburg. Berlin: Neofelis Verlag 2019. ISBN 978-3958082397.